# Лейк-Макмюррей (Вашингтон)
Лейк-Макмюррей (англ. Lake McMurray) — переписна місцевість (CDP) в США, в окрузі Скеджіт штату Вашингтон. Населення — 382 особи (2020).

## Географія
Лейк-Макмюррей розташований за координатами 48°18′39″ пн. ш. 122°14′3″ зх. д. / 48.31083° пн. ш. 122.23417° зх. д. (48.310915, -122.234305).  За даними Бюро перепису населення США в 2010 році переписна місцевість мала площу 2,73 км², з яких 2,16 км² — суходіл та 0,56 км² — водойми.

## Демографія
Згідно з переписом 2010 року, у переписній місцевості мешкали 192 особи в 81 домогосподарстві у складі 60 родин. Густота населення становила 70 осіб/км².  Було 109 помешкань (40/км²).
Расовий склад населення:
| - 87,5 % — білих - 4,7 % — азіатів - 7,8 % — осіб інших рас |

До двох чи більше рас належало 0,0 %. Частка іспаномовних становила 10,9 % від усіх жителів.
За віковим діапазоном населення розподілялося таким чином: 22,9 % — особи молодші 18 років, 56,3 % — особи у віці 18—64 років, 20,8 % — особи у віці 65 років та старші. Медіана віку мешканця становила 47,3 року. На 100 осіб жіночої статі у переписній місцевості припадало 93,9 чоловіків;  на 100 жінок у віці від 18 років та старших — 94,7 чоловіків також старших 18 років.
Середній дохід на одне домашнє господарство  становив 46 577 доларів США (медіана — 48 281), а середній дохід на одну сім'ю — 66 449 доларів (медіана — 62 083). Медіана доходів становила 32 404 долари для чоловіків та 37 083 долари для жінок. За межею бідності перебувало 8,3 % осіб, у тому числі 0,0 % дітей у віці до 18 років та 0,0 % осіб у віці 65 років та старших.
Цивільне працевлаштоване населення становило 74 особи. Основні галузі зайнятості: освіта, охорона здоров'я та соціальна допомога — 24,3 %, будівництво — 21,6 %, мистецтво, розваги та відпочинок — 17,6 %, сільське господарство, лісництво, риболовля — 16,2 %.